# Eucera pomeranzevii
Eucera pomeranzevii là một loài Hymenoptera trong họ Apidae. Loài này được Morawitz mô tả khoa học năm 1888.